# Слюсарь, Анатолий Алексеевич
Анато́лий Алексе́евич Слюса́рь (8 ноября 1934 — 18 сентября 2013) — советский, российский дипломат. Чрезвычайный и полномочный посол.
Окончил Московский государственный институт международных отношений (МГИМО) МИД СССР. 
С 30 мая 1988 по 25 декабря 1991 года — чрезвычайный и полномочный посол СССР в Греции. Затем был профессором кафедры дипломатии МГИМО, членом правления Внешнеполитической ассоциации и Российской ассоциации содействия ООН. 
Награждён двумя орденами «Знак Почёта».

## Публикации
- Внешние связи Европейского Союза: Учебное пособие/Ю.А. Матвеевский, А.А. Слюсарь; МГИМО(У) МИД России. Ин-т европейского права. – М.: МГИМО, 2001. – 98 c.